# Copa do Mundo de Rugby League de 1977
A Copa do Mundo de Rugby League de 1977 foi a oitava edição do torneio. Ocorreu dois anos depois da anterior.
Foi realizada na Austrália e na Nova Zelândia, com o torneio voltando a ter sede fixa após ter se constituído em uma série mundial na edição anterior, formato que terminou não agradando na época. A Austrália, que tradicionalmente é a seleção de rugby league mais forte do mundo, foi campeã pela quinta vez. Seria também o segundo de seis títulos seguidos dos Kangaroos.
Diferentemente da edição anterior, que teve as primeiras participações das seleções de Inglaterra e País de Gales na competição, esta marcou a reintrodução da seleção da Grã-Bretanha. Como tradicionalmente até então, a edição de 1977 só contou (pela última vez) com quatro seleções participantes, em virtude da pequena difusão global em alto nível da modalidade: Austrália, França, Grã-Bretanha e Nova Zelândia.
O formato retomado também já não foi considerado ideal. A edição seguinte só começaria oito anos depois, novamente sem sede fixa e outra vez com cinco seleções. Ainda com a seleção britânica, mas agora acrescentando também a da Papua-Nova Guiné, único país em que o rugby league é considerado esporte nacional.

## Results
| 29 Maio       |       |           |                                       |
| Nova Zelândia | 12–27 | Austrália | Carlaw Park, Auckland Público: 18,000 |
|               |       |           | Carlaw Park, Auckland Público: 18,000 |

| 5 Junho |      |              |                                       |
| França  | 4–23 | Grã-Bretanha | Carlaw Park, Auckland Público: 10,000 |
|         |      |              | Carlaw Park, Auckland Público: 10,000 |

| 11 Junho  |      |        |                                               |
| Austrália | 21–9 | França | Sydney Cricket Ground, Sydney Público: 13,231 |
|           |      |        | Sydney Cricket Ground, Sydney Público: 13,231 |

| 12 Junho      |       |              |                                                   |
| Nova Zelândia | 12–30 | Grã-Bretanha | Addington Showground, Christchurch Público: 9,000 |
|               |       |              | Addington Showground, Christchurch Público: 9,000 |

| 18 Junho  |      |              |                                     |
| Austrália | 19–5 | Grã-Bretanha | Lang Park, Brisbane Público: 27,000 |
|           |      |              | Lang Park, Brisbane Público: 27,000 |

| 19 Junho      |       |        |                                      |
| Nova Zelândia | 28–20 | França | Carlaw Park, Auckland Público: 8,000 |
|               |       |        | Carlaw Park, Auckland Público: 8,000 |

### Pontuação corrida
| Seleção       | Jogos | Vitórias | Empates | Derrotas | Pontos Pró | Pontos Contra | Saldo | Pontos |
| ------------- | ----- | -------- | ------- | -------- | ---------- | ------------- | ----- | ------ |
| Austrália     | 3     | 3        | 0       | 0        | 67         | 26            | +41   | 6      |
| Grã-Bretanha  | 3     | 2        | 0       | 1        | 58         | 35            | +23   | 4      |
| Nova Zelândia | 3     | 1        | 0       | 2        | 52         | 77            | −25   | 2      |
| França        | 3     | 0        | 0       | 3        | 33         | 72            | −39   | 0      |

### Final
| 25 Junho  |       |              |                                                                                      |
| Austrália | 13–12 | Grã-Bretanha | Sydney Cricket Ground, Sydney Público: 24,457 Árbitro: Billy Thompson (Grã-Bretanha) |
|           |       |              | Sydney Cricket Ground, Sydney Público: 24,457 Árbitro: Billy Thompson (Grã-Bretanha) |